# 女子高生!キケンなアルバイト
『女子高生!キケンなアルバイト 』（じょしこうせい キケンなアルバイト）とは、1991年9月10日から同年9月24日まで、TBS系列にて毎週火曜20:00 - 20:54(JST)に放映された東宝制作のテレビドラマである。　　

## 概要
笹山葉月、染谷由香、和田美絵の3人は小学生の頃から付き合いがあり高校生となった現在でも仲が良い。ある日、由香の妹・沙織が親に内緒で顔の整形手術を受ける。沙織が手術費用50万円をヤクザ系のサラ金から調達していたことから借金の取り立ての追い込みがかかり、3人は50万円調達のためあの手この手で奮闘することになる。
最終回では、沙織の包帯が外されたが、その顔にはモザイクがかけられ、整形後の顔については、謎のままとなった。
本作は、当初から全3回の短期シリーズとして企画されていた。

## キャスト
女子高生仲良し3人組
- 笹山葉月：藤谷美紀

母親の死後父親と2人暮らし。プロ野球選手・岡野雄大のファン。
- 染谷由香：高橋由美子

両親は海外出張中。妹の沙織が親に内緒で顔の整形手術を受ける。
- 和田美絵：川越美和

その他
- 岡野雄大（プロ野球選手）：伊原剛志

高校・大学を経てプロになったものの、成績不振で1軍と2軍を往復する状態が続いている。
- 遠山伸一（トラックの運転手）：布川敏和

美絵が、お見合いパーティでのバイトで出逢う。
- 鈴木博（サラ金の社員）：山口祥行

由香の妹・沙織が使ったサラ金の社員。由香に、カジノバーでのバイトを持ちかける。
- 大川（モデル事務所社長）：ベンガル

カジノバーで、バイト中の由香をモデルとしてスカウトする。
- 漫画誌編集部スタッフ：中西良太、藤田芳子、柴山智加、樋渡真司
- ルー大柴
- サラ金社長：草薙良一
- 小川美那子
- 村田正雄
- 宮本大誠
- 神崎恵
- 佃美影
- 並木功：西岡徳馬
- 水沢雪（漫画家）：高木美保

30歳。ここ最近ヒットが出ず、ハッパをかけられている。
- 笹山肇（葉月の父・漫画誌編集長）：山城新伍

女子高生ネタの漫画の企画を雪にもちかける。

## スタッフ
- プロデュース：風野健治（東宝）、浜井誠、龍宝正峰（TBS）
- 脚本：吉本昌弘、小此木聡
- 監督：村田忍
- 音楽：渡辺博也
- 主題歌：ファンキーホラーバンド「アトランティスを捜して」

（作詞：月の瀬茜　作曲：西村麻聡　編曲：吉田和生）
音楽協力：ビクター音楽産業
- 美術協力：東宝映像美術
- 装飾：舞クリエーション
- スタジオ：東宝スタジオ
- 野球指導：森永健司
- 劇中漫画：有間しのぶ
- 協力：ローバージャパン、学生援護会
- 製作：TBS、東宝

| TBS系 火曜20：00枠 | TBS系 火曜20：00枠          | TBS系 火曜20：00枠 |
| 前番組             | 番組名                      | 次番組             |
| ------------------ | --------------------------- | ------------------ |
| デパート!夏物語    | 女子高生!キケンなアルバイト | 鎌倉恋愛委員会     |